# Tomi Jurić
Tomi Jurić, né le 22 juillet 1991 à Sydney en Australie, est un footballeur international australien, d'origine croate qui joue au poste d'avant-centre.

## Biographie

### Carrière en club
Le 26 novembre 2020, après cinq ans passés en Europe, il retourne en Australie en s'engageant avec l'Adélaïde United, où il avait déjà évolué en 2013.

### Carrière internationale
Tomi Jurić honore sa première sélection en A le 20 juillet 2013 lors d'un match de la Coupe d'Asie de l'Est 2013 contre la Corée du Sud. Il entre à la 89e minute à la place de Mitchell Duke (0-0). Le 25 juillet 2013, il marque son premier but en sélection contre le Japon lors d'un match de la Coupe d'Asie de l'Est 2013 (défaite 3-2).
Il est retenu par Ange Postecoglou pour disputer la Coupe d'Asie de 2015 qui se déroule en Australie. 
Jurić disputera la Coupe des Confédérations 2017, inscrivant un but face à l'Allemagne (score final : 2-3), avant d'être éliminé en phase de poules. 
Blessé au genou, Tomi Jurić fera partie de la liste préliminaire des 26 joueurs australiens sélectionnés par Bert van Marwijk pour participer à la Coupe du monde 2018. Incertain que Jurić puisse jouer au Mondial, van Marwijk fera également appel à Jamie Maclaren afin de remplacer éventuellement Jurić. Finalement, les deux joueurs figureront sur la liste finale des 23 joueurs partant au Mondial. Lors du tournoi, Jurić entre en jeu lors des deux premiers matchs des Socceroos pour son coéquipier Andrew Nabbout, puis obtient une place de titulaire face au Pérou, avant d'être remplacé par le vétéran Tim Cahill à la 53ème minute. Éliminé dès les phases de groupes, Jurić quitte le Mondial sans marquer de but. 
Il compte 41 sélections pour 8 buts en équipe d'Australie depuis 2013.

## Palmarès

### En club
- Western Sydney Wanderers
  - Vainqueur de la Ligue des champions de l'AFC en 2014

### En sélection
- Équipe d'Australie
  - Vainqueur de la Coupe d'Asie des Nations en 2015

### Distinctions personnelles
- Membre du All-Star Game de l'A-League (en) en 2014 (en) (avec les Western Sydney Wanderers)
- Membre de l'équipe-type de Ligue des champions de l'AFC en 2014 (avec les Western Sydney Wanderers)

## Statistiques

### Buts en sélection
Le tableau suivant liste les résultats de tous les buts inscrits par Tomi Jurić avec l'équipe d'Australie.